# Nephrolepis
Nephrolepis är ett släkte av spjutbräkenväxter. Nephrolepis ingår i familjen Nephrolepidaceae.

## Bildgalleri

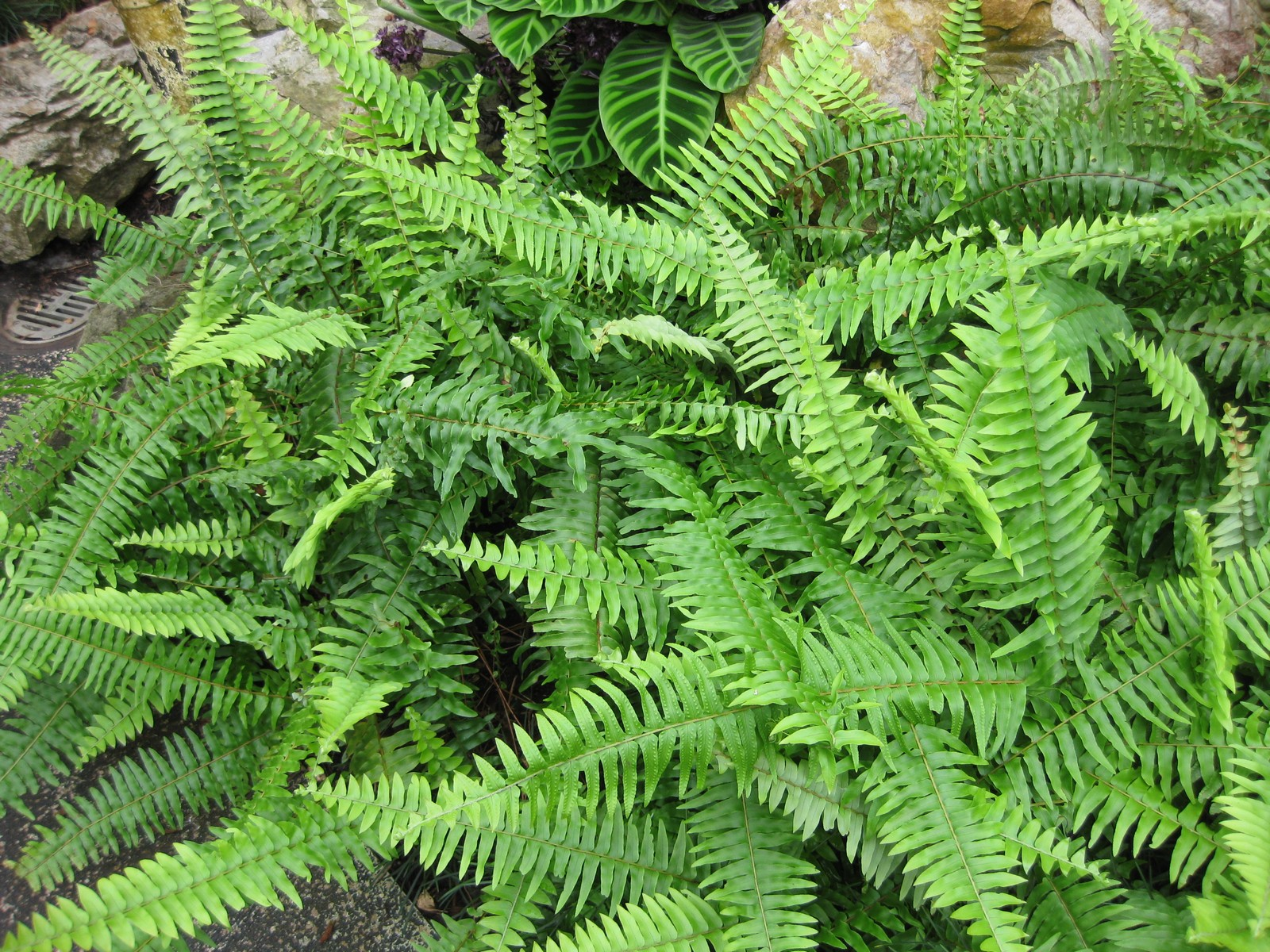
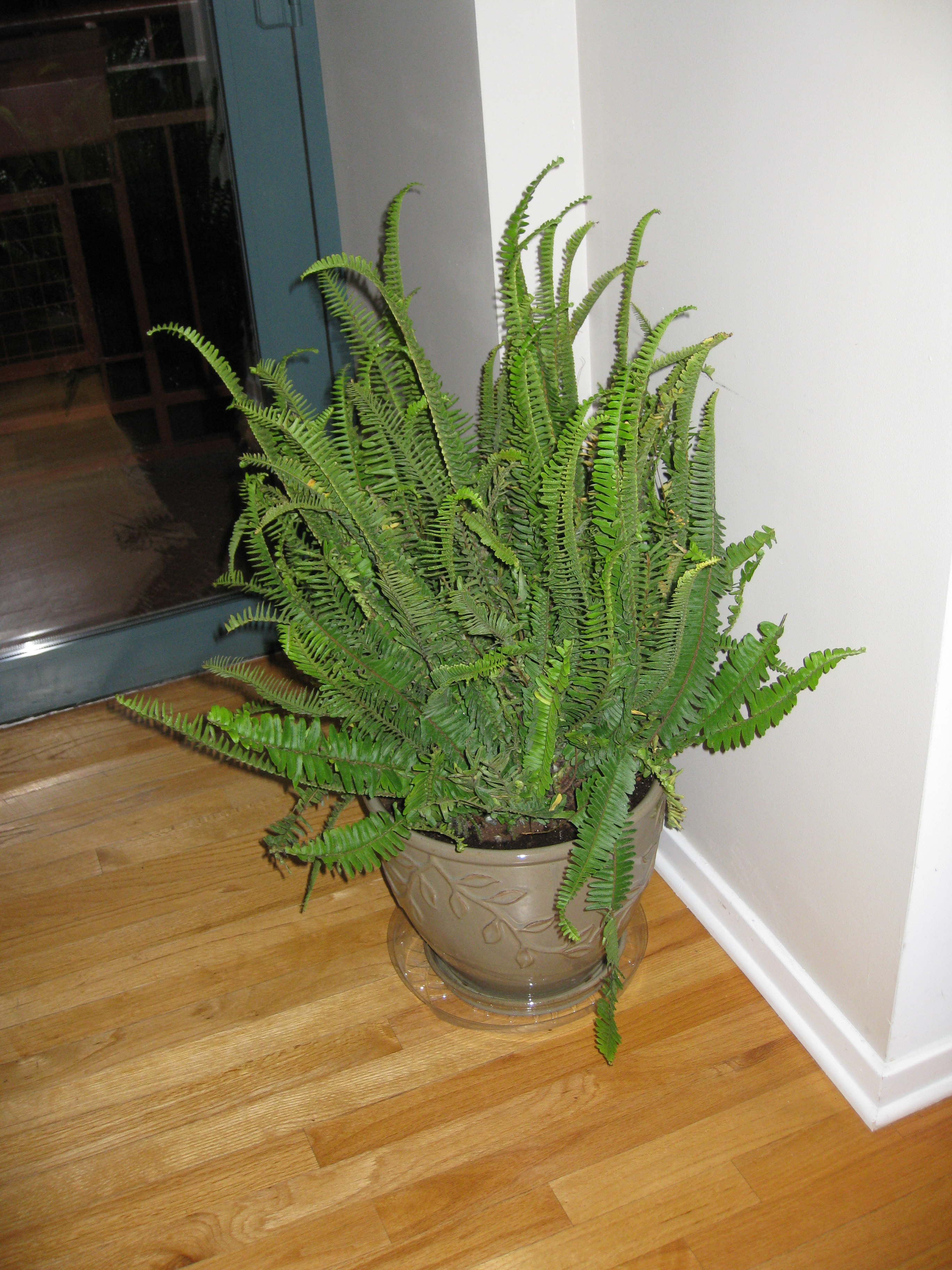
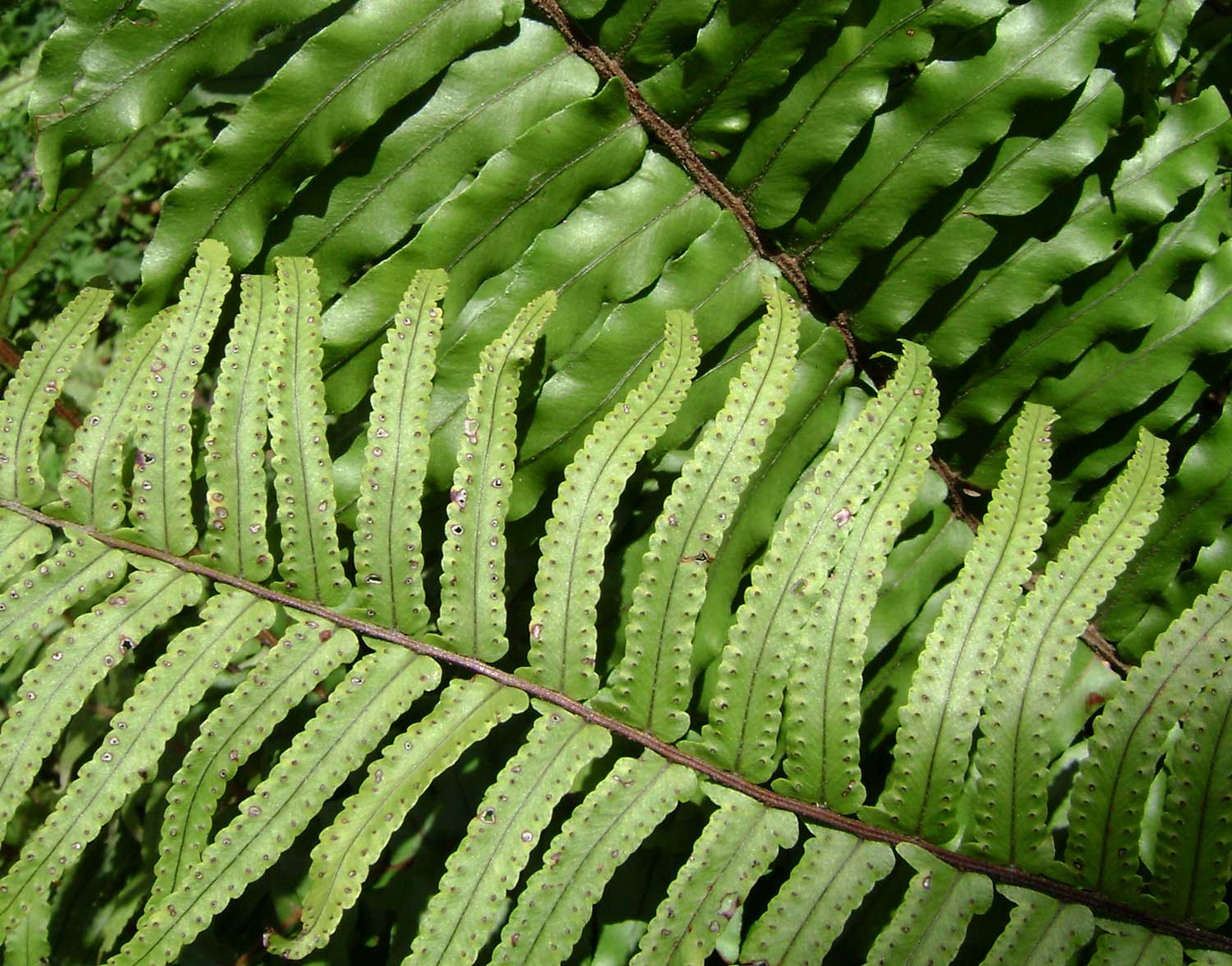
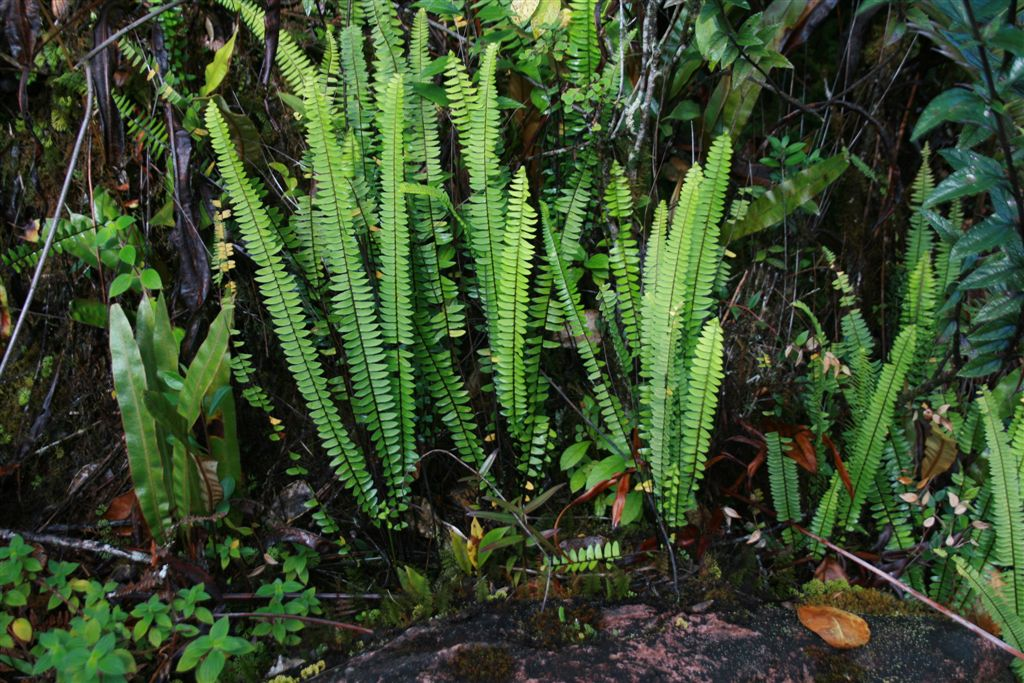
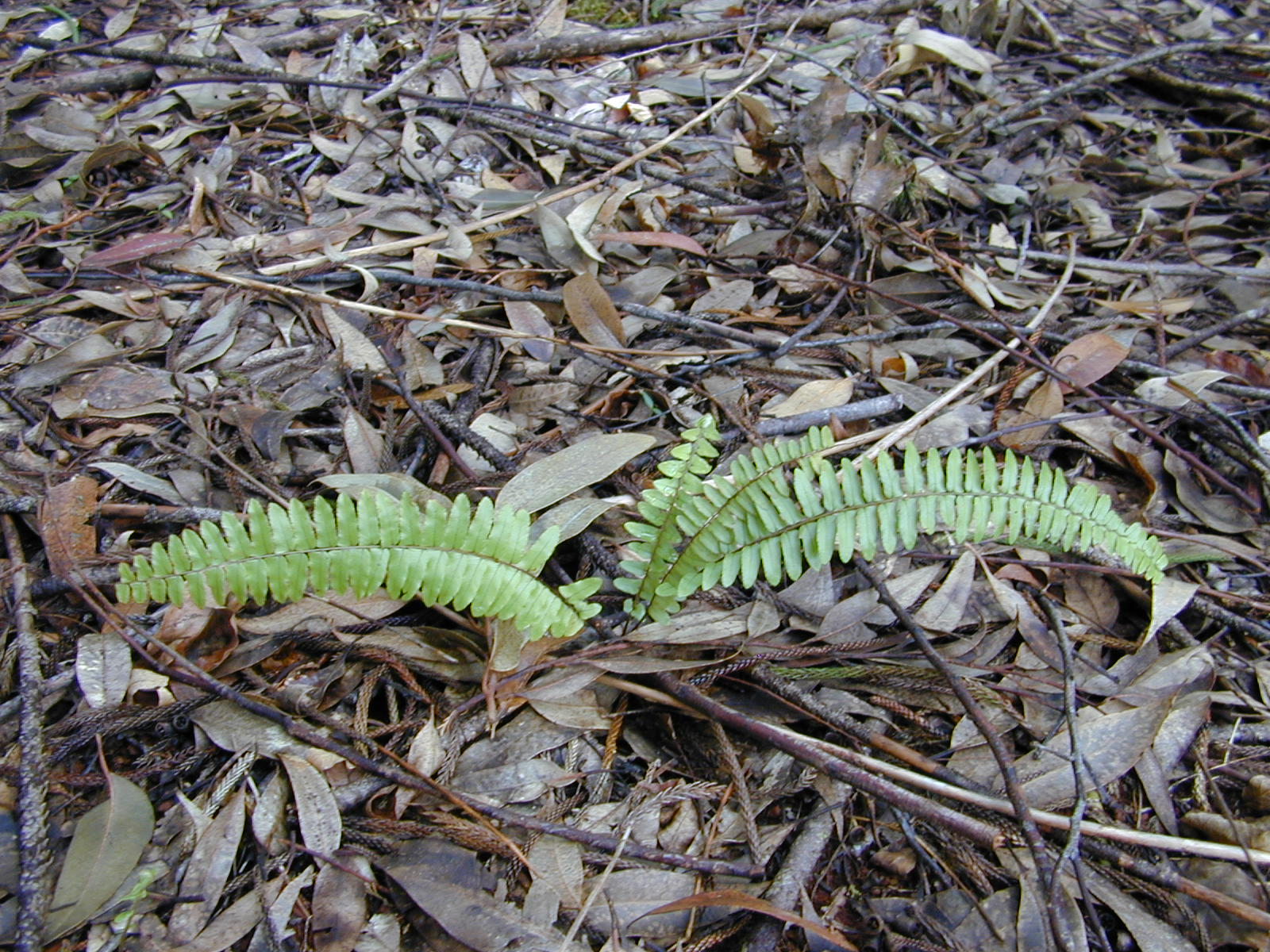
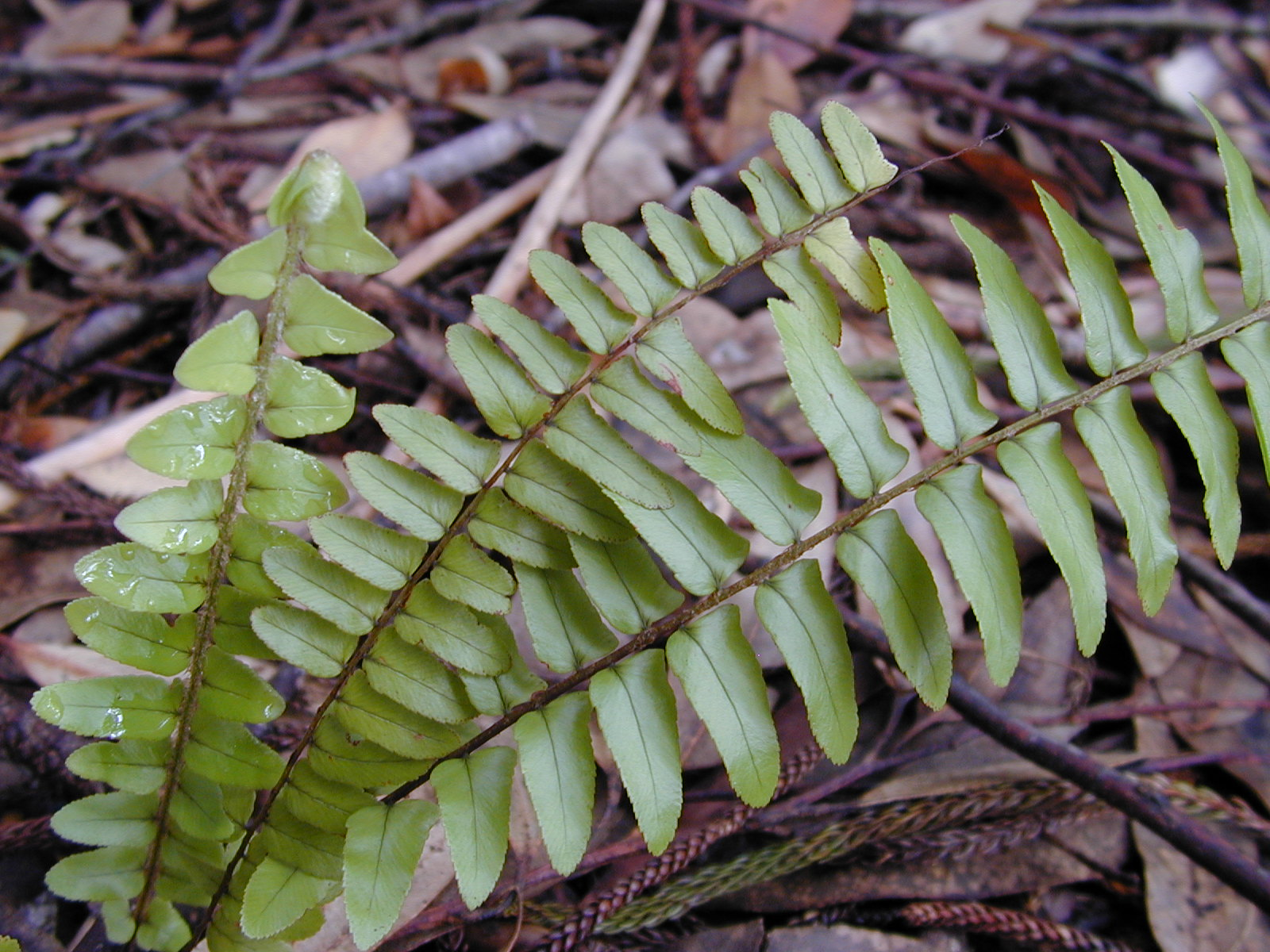

## Dottertaxa tillNephrolepis, i alfabetisk ordning[1]
- Nephrolepis abrupta
- Nephrolepis acutifolia
- Nephrolepis arida
- Nephrolepis arthropteroides
- Nephrolepis averyi
- Nephrolepis biserrata
- Nephrolepis brownii
- Nephrolepis celebica
- Nephrolepis clementis
- Nephrolepis copelandii
- Nephrolepis cordifolia
- Nephrolepis davalliae
- Nephrolepis davallioides
- Nephrolepis dicksonioides
- Nephrolepis duffii
- Nephrolepis equilatera
- Nephrolepis exaltata
- Nephrolepis falcata
- Nephrolepis falciformis
- Nephrolepis flexuosa
- Nephrolepis grayumiana
- Nephrolepis hippocrepidis
- Nephrolepis hirsutula
- Nephrolepis humatoides
- Nephrolepis iridescens
- Nephrolepis kurotawae
- Nephrolepis lauterbachii
- Nephrolepis lindsayae
- Nephrolepis medlerae
- Nephrolepis multifida
- Nephrolepis niphoboloides
- Nephrolepis obliterata
- Nephrolepis obtusiloba
- Nephrolepis paludosa
- Nephrolepis pectinata
- Nephrolepis pendula
- Nephrolepis pickelii
- Nephrolepis pilosula
- Nephrolepis pseudobiserrata
- Nephrolepis radicans
- Nephrolepis rivularis
- Nephrolepis rosenstockii
- Nephrolepis serrata
- Nephrolepis thomsonii
- Nephrolepis undulata